# Registro di protocollo

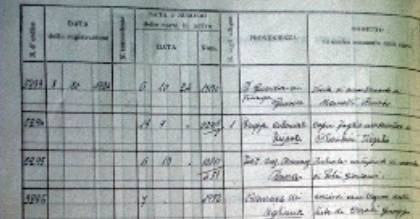
Un registro di protocollo del 1895

Il registro di protocollo (o semplicemente "il protocollo") è il libro dove vengono registrati progressivamente gli estremi di documenti e atti ricevuti o spediti da un determinato soggetto o ente (pubblico o privato). Questa registrazione, se condotta a norma di legge, ha carattere di pubblica e riconosciuta certezza, cioè "fa fede" in caso di controversia giuridica (validità probatoria) e può essere conservata con sistemi informatici.
Il termine "protocollo" ha un significato piuttosto ampio, che si identifica con la procedura, con l'ufficio deputato e con il registro stesso. Per estensione "protocollo" significa anche un iter per raggiungere un determinato obiettivo ("seguire il protocollo").

## Storia
L'istituzione del protocollo in Italia e in gran parte dell'Europa continentale risale all'epoca di Napoleone Bonaparte, quando i funzionari svilupparono e applicarono a tutto l'Impero questo procedimento, che snelliva notevolmente le procedure per registrare i movimenti di documentazione in entrata e uscita dalle cancellerie e dai vari soggetti, soprattutto pubblici. Gli scopi dell'introduzione del protocollo erano sia di ordine razionale e di semplificazione, ma anche di controllo sullo svolgimento delle pratiche burocratiche: registrando il momento di arrivo di una richiesta e di uscita di una risposta si poteva controllare il tempo impiegato e valutare l'efficienza.
Prima di allora i criteri erano più macchinosi e complessi, come le burocratiche procedure per inviare documentazione in uscita, che veniva trascritta integralmente su appositi registri detti copialettere; la documentazione in entrata invece veniva gestita separatamente, con criteri disparati e non uniformi, a seconda delle zone: uno dei pochi metodi che conservava l'ordine di ricezione era l'infilzatura in una specifica asticella metallica, dove però non veniva registrato il giorno esatto di ricezione.
Il protocollo semplificò estremamente queste procedure predisponendo un unico registro dove registrare tutto il materiale in entrata e in uscita. Ciascun elemento scritto riceveva un numero progressivo, unico e crescente, che rispecchiava l'ordine di arrivo; sul registro veniva poi annotato, accanto a ciascun numero, la data di ricezione o invio (negli esemplari più accurati anche l'ora), il mittente o il destinatario (a seconda se il documento era in entrata o in uscita) e un breve riassunto dell'argomento. A questi elementi base si aggiunsero poi altri che permettevano di rintracciare con estrema precisione e relativa velocità tutto lo sviluppo di una corrispondenza e tenere precisa memoria dell'attività del soggetto.
L'innovazione ebbe un immediato successo e venne mantenuta fino ai giorni nostri sia pur con momenti di maggiore attenzione e altri di applicazione più scarsa. Dopo l'Unità d'Italia si dovette aspettare il 1º gennaio 1866 per avere una riforma amministrativa della nuova pubblica amministrazione. In quel documento il protocollo era poco considerato e rientrava tra le iniziative facoltative, a discrezione personale. Nel 1897 la Circolare Astengo stabilì invece la necessità di un ufficio di protocollo e di un registro in tutti i comuni italiani, dettando regole basilari sostanzialmente arrivate fino ai giorni nostri. L'applicazione non fu immediata: nelle zone più restie ad adottare la nuova regolamentazione si dovette aspettare anche fino al 1940.
Oggi il registro di protocollo è uno strumento fondamentale con un importante valore giuridico, tra gli strumenti base per la creazione di un archivio corrente. L'ultimo riconoscimento significativo in Italia si è avuto con il DPR 428 del 20 ottobre 1998, che ha stabilito la validità del protocollo anche nella gestione informatica.

## Gestione del protocollo
La gestione del protocollo è di solito affidata a un apposito ufficio. Esso riceve il materiale documentario del soggetto produttore in uscita e in entrata (sono esclusi i documenti interni) e lo annota nel registro. La registrazione nel protocollo deve contenere dati certi e non sono accettabili numeri lasciati in bianco, cancellazioni e correzioni: in caso di errori serve la vidimazione. Nel caso di protocollo elettronico è necessario che i campi non siano modificabili.
La registrazione ha quattro elementi necessari per legge che sono:
1. Numero progressivo per ciascun elemento: sia esso in entrata che in uscita cioè in arrivo o in partenza
2. Data di ricezione (anche ora e minuti quando richiesto ad esempio durante le procedure di gare d'appalto)
3. Mittente o destinatario
4. Regesto, ovvero breve sunto del contenuto

Il registro, cartaceo o informatico, ha in genere due pagine: su una si registra la documentazione in entrata, sull'altra quella in uscita. In ogni caso il numero progressivo deve essere assegnato a crescere contando sia i documenti in arrivo che in partenza ed ogni numero deve corrispondere a un unico documento, anche nel caso di repliche a stretto giro su un medesimo argomento o affare.
A questi elementi si aggiungono altri accessori: il numero degli allegati, l'ufficio di competenza, il numero della categoria (o titolo), il numero della sezione e, nel caso di corrispondenze, il numero progressivo del documento di riferimento precedente e quello della risposta successiva.
Una volta fatta la registrazione (cartacea) si appongono i quattro elementi necessari e almeno il numero di classificazione sul documento assieme al timbro dell'ente e la firma del protocollista.
 
Il protocollo informatico invece, dopo aver scansionato il documento nel sistema con un'apposita periferica (come ad esempio uno scanner protocollatore), assegna un codice a barre con tutte le informazioni, che si allega al materiale.
Quando la consegna dei documenti da recapitare agli uffici avviene a mano, l'ufficio del protocollo rilascia al depositante una ricevuta col numero di protocollo.
Terminate queste operazioni di registrazione si assegnano i documenti ai singoli uffici competenti per materia.

## Il titolario di classificazione
Il titolario di classificazione è il quinto elemento nel registro di protocollo: non è necessario per i fini amministrativi e giuridici (la sua mancanza o errata disposizione non inficia il registro), ma è ormai indispensabile per assolvere agli obblighi di archiviazione.
Tramite il titolario, che è un elenco delle "categorie" o "titoli" di un ente (cioè dei vari rami dell'attività che svolge) a sua volta suddivise in "classi" o "sezioni" (le varie tipologie di documenti per ciascuna funzione), si smista la documentazione e la si ricompone durante la chiusura dell'archivio corrente.

## Chiusura del protocollo
Finito l'anno civile il registro di protocollo deve essere chiuso: vengono sbarrate le caselle e le pagine bianche, timbrate e firmate dal protocollista e, nel caso di un Comune, dal sindaco e dal segretario comunale. Per i protocolli di tipo elettronico la chiusura avviene automaticamente. Con il nuovo anno civile la numerazione ricomincia da 1.
Non è consentito, e potrebbe esporre gli operatori a responsabilità penale, lasciare caselle in bianco per completarle oltre il 31 dicembre in relazione ad atti o documenti formati o pervenuti entro tale data.

## Ricercare sul protocollo
La gestione elettronica del protocollo ha semplificato notevolmente le operazioni di ricerca permettendo di effettuare in breve tempo una query per campi. Nel caso di registri cartacei la ricerca è più macchinosa, ma esistono alcuni strumenti per facilitarla. Uno di questi è il registro delle rubriche per nome e per oggetto. Queste venivano predisposte anno per anno elencando alfabeticamente tutti i soggetti coi quali si erano avuti rapporti e indicando accanto tutti i numeri progressivi che li riguardavano. Se ad esempio si cercava un documento mandato al signor Rossi, bastava trovare "Rossi" alla R della rubrica e poi controllare uno per uno i numeri di protocollo relativi. Lo stesso veniva fatto per oggetto della documentazione (ad esempio "A" di "Anagrafe", ecc.).

## Il protocollo riservato
Il registro di protocollo è un atto pubblico. Per tutti quei documenti che abbiano un carattere di particolare riservatezza alcuni enti hanno predisposto anche un registro detto "protocollo riservato", che viene gestito direttamente dalle sfere più alte dell'ente, senza passare dall'Ufficio Protocollo e da altri dipendenti a meno che non siano specificatamente autorizzati. Ad esempio in un comune ha accesso al protocollo riservato solo il sindaco ed eventualmente gli assessori, in una prefettura solo il prefetto, e così via. L'accessibilità è stabilita dal regolamento.
Vengono di solito registrati nel protocollo riservato i documenti di natura personale, come le lettere disciplinari indirizzate ai dipendenti, o documenti contenenti altri dati di natura sensibile, ovvero protetti da segreto d'ufficio. Il protocollo riservato segue una propria numerazione.

## Valenza giuridica del protocollo
Ogni soggetto deve avere un solo protocollo (fatta eccezione per il registro riservato), poiché esso è il raccordo fondamentale dove transita la sua memoria via via che si forma.
Il protocollo gode di validità giuridica ed è obbligatorio per legge in tutti gli enti pubblici. È necessario che siano presenti tutti e quattro gli elementi necessari alla protocollazione (progressivo, data, mittente o destinatario, regesto) e che venga chiuso e aperto con regolarità e precisione all'inizio del nuovo anno solare. Se queste regole vengono rispettate il protocollo assume la caratteristica di atto pubblico di fede privilegiata: può cioè essere usato non solo per esigenze pratiche o amministrative, ma anche in qualsiasi necessità probatoria in campo giudiziario, ed ha validità assoluta ("fa fede" come prova), tranne quando venga esplicitamente provata la falsificazione.
La protezione che il protocollo assicura in sede giudiziaria ha fatto sì che anche alcuni soggetti privati si dotassero di un ufficio protocollo, del tutto analogo a quello dei soggetti pubblici.

## Riferimenti normativi
- Artt. 50-57 del Decreto del Presidente della Repubblica 28 dicembre 2000, n. 445 - Testo unico delle disposizioni legislative e regolamentari in materia di documentazione amministrativa. (Testo A).